# 反正切
| 反正切   |                                                                   |
|          |                                                                   |
| 性質     |                                                                   |
| 奇偶性   | 奇函数                                                            |
| 定義域   | 實數集                                                            |
| 到達域   | {\displaystyle (-{\frac {\pi }{2}},{\frac {\pi }{2}})} (-90°,90°) |
| 周期     | N/A                                                               |
| 特定值   |                                                                   |
| 當x=0    | 0                                                                 |
| 當x=+∞   | {\displaystyle {\frac {\pi }{2}}} （90°）                         |
| 當x=-∞   | {\displaystyle -{\frac {\pi }{2}}} （-90°）                       |
| 其他性質 |                                                                   |
| 渐近线   | {\displaystyle y=\pm {\frac {\pi }{2}}} （y=±90°）                |
| 根       | 0                                                                 |
| 拐點     | 原點                                                              |
| 不動點   | 0                                                                 |

反正切（英語：arctangent，记为{\displaystyle \arctan }、arctg或{\displaystyle \tan ^{-1}}）是一種反三角函數，是利用已知直角三角形的對邊和鄰邊这两条直角边的比值求出其夹角大小的函數，是高等數學中的一種基本特殊函數。在三角學中，反正切被定義為一個角度，也就是正切值的反函數，由於正切函數在實數上不具有一一對應的關係，所以不存在反函數，但我們可以限制其定義域，因此，反正切是單射和滿射也是可逆的，但不同於反正弦和反餘弦，由於限制正切函數的定義域在{\displaystyle (-{\frac {\pi }{2}},{\frac {\pi }{2}})}（(-90°,90°)）时，其值域是全體實數，因此可得到的反函數定義域也是全體實數，而不必再進一步去限制定義域。
由於反正切函數的定義為求已知對邊和鄰邊的角度值，剛好可以視為直角坐標系的x座標與y座標，根據斜率的定義，反正切函數可以用來求出平面上已知斜率的直線與座標軸的夾角。
反正切函數經常記為{\displaystyle \tan ^{-1}}，在外文文獻中常記為{\displaystyle \arctan }，在一些舊的教科書中也有人記為arctg，但那是舊的用法，不過根據ISO 31-11標準應將反正切函數記為{\displaystyle \arctan }，因為{\displaystyle \tan ^{-1}}可能會與{\displaystyle {\frac {1}{\tan }}}混淆，{\displaystyle {\frac {1}{\tan }}}是餘切函數。

## 定義
原始的定義是將正切函數限制在{\displaystyle (-{\frac {\pi }{2}},{\frac {\pi }{2}})}（(-90°,90°)）的反函數

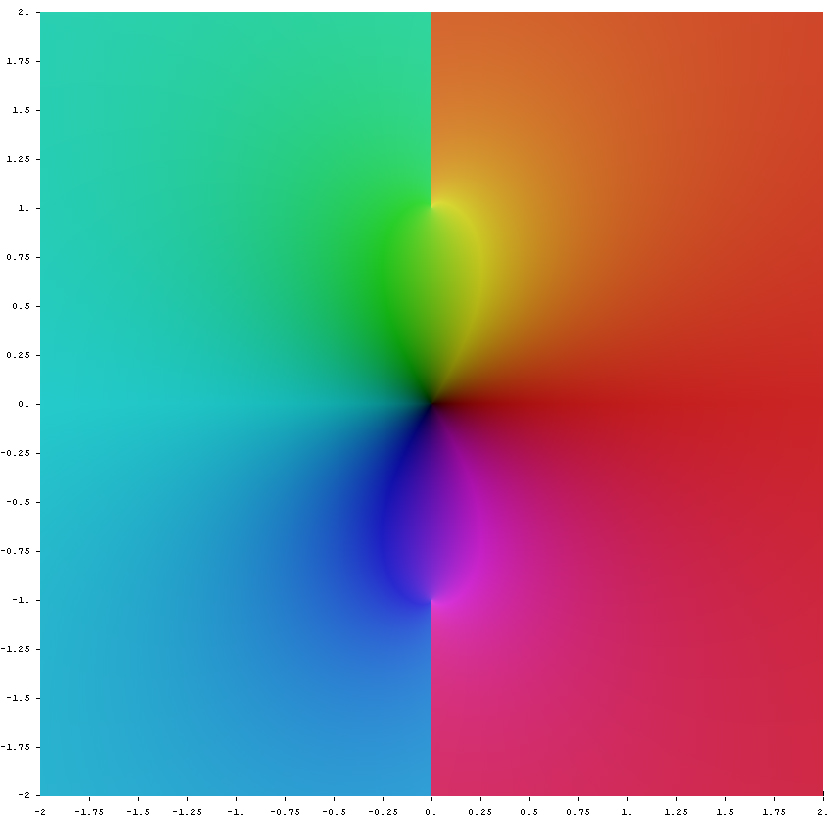
拓展到複數的反正切函數

在複變分析中，反正切是這樣定義的：
{\displaystyle \arctan x={\frac {\mathrm {i} }{2}}\ln \left({\frac {{\mathrm {i} }+x}{{\mathrm {i} }-x}}\right)\,}
這個動作使反正切被推廣到複數。

### 直角坐标系中
在直角坐標系中，反正切函數可以視為已知平面上直線斜率的傾角

### 级数定义
反正切函數可利用泰勒展開式來求得級數的定義
反正切函數的泰勒展開式為：
{\displaystyle \forall x\in [-1,1]\quad \mathrm {arctan} (x)=\sum _{k=0}^{\infty }(-1)^{k}{\frac {x^{2k+1}}{2k+1}}=x-{\frac {1}{3}}x^{3}+{\frac {1}{5}}x^{5}-{\frac {1}{7}}x^{7}+\cdots }
當{\displaystyle \left|x\right|\leq 1}且{\displaystyle x\neq \pm i}時，這是一個收斂的級數，這使得反正切函數被定義在整個實數集上。這個級數也可以用來計算圓周率的近似值，最簡單的公式是{\displaystyle x=1}時的情況，稱為莱布尼茨公式
{\displaystyle {\frac {\pi }{4}}=1-{\frac {1}{3}}+{\frac {1}{5}}-{\frac {1}{7}}+-\ldots }
更精確的寫法是梅欽類公式
{\displaystyle {\frac {\pi }{4}}=4\mathrm {arctan} {\frac {1}{5}}-\mathrm {arctan} {\frac {1}{239}}}

## 性質
由於反正切函數是一個奇函數，因此滿足下面等式：
{\displaystyle \arctan(-x)=-\arctan x\!}
反正切函數的微分導數為：
{\displaystyle {\rm {arctan}}'x={\frac {1}{1+x^{2}}}}
{\displaystyle {\rm {arctan}}''x={\frac {-2x}{\left(1+x^{2}\right)^{2}\,}}}
{\displaystyle {\rm {arctan}}'''x={\frac {\;6x^{2}-2\;}{\left(1+x^{2}\right)^{3}\,}}}
{\displaystyle {\rm {arctan}}''''x={\frac {\;-24x^{3}+24x\;}{\;\left(1+x^{2}\right)^{4}\,}}}
{\displaystyle \cdots \qquad .}

## 恆等式

### 和差
{\displaystyle \arctan \,x\pm \arctan \,y=\arctan \,{\frac {x\pm y}{1\mp xy}},xy<1}（+）、{\displaystyle xy>-1}（－）
{\displaystyle \arctan \,x\pm \arctan \,y=\pi \pm \arctan \,{\frac {x\pm y}{1\mp xy}},x>0,xy>1}（+）、{\displaystyle x>0,xy<-1}（－）
{\displaystyle \arctan \,x\pm \arctan \,y=-\pi \pm \arctan \,{\frac {x\pm y}{1\mp xy}},x<0,xy>1}（+）、{\displaystyle x<0,xy<-1}（－）

## Atan2
在反三角函數中，atan2是反正切函數的一個變種，有兩個變數，主要是提供給計算機编程語言一個簡便的角度計算方式，其定義為：
{\displaystyle \operatorname {atan2} (y,x)={\begin{cases}\arctan \left({\frac {y}{x}}\right)&\qquad x>0\\\arctan \left({\frac {y}{x}}\right)+\pi &\qquad y\geq 0,x<0\\\arctan \left({\frac {y}{x}}\right)-\pi &\qquad y<0,x<0\\+{\frac {\pi }{2}}&\qquad y>0,x=0\\-{\frac {\pi }{2}}&\qquad y<0,x=0\\{\text{undefined}}&\qquad y=0,x=0\end{cases}}}